# Fisherman's Friends
Fisherman's Friends es una película biográfica de comedia dramática dirigida por Chris Foggin a partir de un guion de Nick Moorcroft, Meg Leonard y Piers Ashworth. 
La película se basa en una historia real sobre los Fisherman's Friends de Port Isaac, un grupo de pescadores de Cornualles de Port Isaac que fueron contratados por Universal Records y lograron un top 10 de éxitos con su álbum debut de salomas tradicionales.
La película está protagonizada por un reparto coral encabezado por Daniel Mays, James Purefoy y Tuppence Middleton con David Hayman, Noel Clarke, Dave Johns, Maggie Steed, Sam Swainsbury y Christian Brassington interpretando papeles secundarios.

## Sinopsis
Diez marineros de Cornualles firman un contrato con Universal Records, una importante multinacional de la industria musical, y logran que su álbum de debut, "Sea Shanties", se convierta en uno de los diez más vendidos del momento.

## Reparto
- Daniel Mays como Danny.
- James Purefoy como Jim.
- David Hayman como Jago.
- Dave Johns como Leadville.
- Sam Swainsbury como Rowan.
- Tuppence Middleton como Alwyn.
- Noel Clarke como Troy.

El chef Nathan Outlaw de Port Isaac, galardonado con dos estrellas Michelin, tiene un cameo como un hombre que aparca su coche imprudentemente donde la marea puede inundarlo.

## Producción

### Concepción
En 2010, los Fisherman's Friends se presentaron en This Morning. Los guionistas y productores de las películas, Meg Leonard y Nick Moorcroft, los vieron y contactaron al gerente del grupo y optaron por sus derechos de vida con su compañero productor, James Spring. 

### Rodaje
El rodaje comenzó el 30 de abril de 2018 en Port Isaac, Cornwall y en Londres durante cinco semanas. Todos los miembros de la banda tienen apariciones en la película y trabajaron como consultores en la película. 